# Lepanto (Arkansas)
Lepanto é uma cidade localizada no estado americano de Arkansas, no Condado de Poinsett.

## Demografia
Segundo o censo americano de 2000, a sua população era de 2 133 habitantes.
Em 2006, foi estimada uma população de 2 052, um decréscimo de 81 (-3.8%).

## Geografia
De acordo com o United States Census Bureau, a localidade tem uma área de 3,8 km², sem área coberta por água. Lepanto localiza-se a aproximadamente 66 m acima do nível do mar.

## Localidades na vizinhança
O diagrama seguinte representa as localidades num raio de 24 km ao redor de Lepanto.